# Sony BMG Music Entertainment Poland
Sony BMG Music Entertainment Poland Sp. z o.o. — колишня польська дочірня компанія Sony BMG Music Entertainment.

## Історія
Лейбл був заснований у 2004 році після злиття BMG Poland з Sony Music Entertainment Poland. У 2008 році, після того, як BMG була придбана корпорацією Sony Music, польський лейбл повернувся до попередньої назви Sony Music Entertainment Poland.
За даними 2008 року Sony BMG Music Entertainment Poland разом з Universal Music Polska, EMI Music Poland і Warner Music Poland володіла 75% часткою на польському фонографічному ринку.
У каталозі Sony BMG Music Entertainment Poland були, серед інших, такі виконавці: Евеліна Флінта, Кася Цереквіцька, Lady Pank, Мацей Сільський, Makowiecki Band, Марцін Розинек, Аня Домбровська, Марія Садовська та Марила Родович. 48 з випущених лейблом альбомів отримали в Польщі статус золотих, а 28 — платинових.
У 2008 році компанія BMG була поглинена Sony Music. Тоді концерн, у тому числі його польський підрозділ, повернувся до назви Sony Music Entertainment.